# ديوي كوبر
ديوي كوبر (بالإنجليزية: Dewey Cooper) (10 نوفمبر 1974 بلوس أنجلوس في الولايات المتحدة - ) هو ملاكم تايلندي وملاكم كيك بوكسينغ وملاكم أمريكي، صنّف ضمن فئة وزن الكروزر (ملاكمة) ووزن ثقيل.

## روابط خارجية
- ديوي كوبر على موقع IMDb (الإنجليزية)
- ديوي كوبر على موقع بوكس ريك (الإنجليزية) (registration required)
- ديوي كوبر على موقع شيردوغ (الإنجليزية)